# Публицистика
Публицистиката (от латински: publicus – обществен) е литературен жанр с обществено-политическа тематика.
В широк смисъл на думата може да се разбира като обширна обществено-политическа дейност, при която се използват разнообразни словесни средства за въздействие върху общественото мнение, в далечното минало предимно с живо слово, по-късно чрез писмени апели към общественото съзнание, а след 14 век, когато се разпространява книгопечатането, предимно с печатно слово в разнообразните му форми – книги, брошури, позиви, манифести, периодични издания, кореспонденции, интервюта при неограничен предмет на публикациите.
Макар в публицистиката на преден план да стоят актуални обществено-политически, икономически и социални проблеми, не са изключени и актуални въпроси, тясно свързани с литературата и изкуствата. По тази причина много видни литератори и културоведи се изявяват и като авторитетни публицисти, воюващи не само за правда в живота, но и в изкуството. Затова с публицистиката тясно са свързани и литературни страници на всекидневната преса, където много литератори и културни дейци се изказват по актуални проблеми, не само като художници на словото, но и като публицисти.
В тесен смисъл на думата публицистиката е важен съставен компонент на редица жанрове на прозата, начело с очерк, есе, мемоари, фейлетон, памфлет, пътепис и романизирана биография, обединени в един от нейните най-широко разпространени видове – документалистиката.